# Manu Bueno
Manuel Bueno Sebastián (Jerez de la Frontera, 27 luglio 2004) è un calciatore spagnolo, attaccante del Siviglia.

## Carriera
È entrato a far parte del settore giovanile del Siviglia all'età di dieci anni e nel 2021 è stato assegnato alla squadra riserve, dove ha debuttato il 10 ottobre nell'incontro di Primera División RFEF perso 5-1 contro il Villarreal B. Ha debuttato in prima squadra il 27 maggio 2023 nella partita persa 2-1 contro il Real Madrid ed il 14 dicembre dell'anno seguente ha segnato il suo primo gol in Primera División decidendo la sfida casalinga contro il Celta Vigo.

## Statistiche

### Presenze e reti nei club
Statistiche aggiornate al 14 febbraio 2025
| Stagione        | Squadra         | Campionato      | Campionato | Campionato | Coppe nazionali | Coppe nazionali | Coppe nazionali | Coppe continentali | Coppe continentali | Coppe continentali | Altre coppe | Altre coppe | Altre coppe | Totale | Totale | Totale |
| Stagione        | Squadra         | Comp            | Pres       | Reti       | Comp            | Pres            | Reti            | Comp               | Pres               | Reti               | Comp        | Pres        | Reti        | Pres   | Reti   |        |
| --------------- | --------------- | --------------- | ---------- | ---------- | --------------- | --------------- | --------------- | ------------------ | ------------------ | ------------------ | ----------- | ----------- | ----------- | ------ | ------ | ------ |
| 2021-2022       | Siviglia        | PDR             | 1          | 0          | -               | -               | -               | -                  | -                  | -                  | -           | -           | -           | 1      | 0      |        |
| 2022-2023       | Siviglia        | SF              | 20         | 0          | -               | -               | -               | -                  | -                  | -                  | -           | -           | -           | 20     | 0      |        |
| 2023-2024       | Siviglia        | SF              | 28         | 2          | -               | -               | -               | -                  | -                  | -                  | -           | -           | -           | 28     | 2      |        |
| 2024-2025       | Siviglia        | PF              | 19         | 1          | -               | -               | -               | -                  | -                  | -                  | -           | -           | -           | 19     | 1      |        |
| 2022-2023       | Siviglia        | PD              | 2          | 0          | CR              | 0               | 0               | UEL                | 0                  | 0                  | -           | -           | -           | 2      | 0      |        |
| 2023-2024       | Siviglia        | PD              | 4          | 0          | CR              | 2               | 0               | UCL                | 0                  | 0                  | SU          | 0           | 0           | 6      | 0      |        |
| 2024-2025       | Siviglia        | PD              | 4          | 1          | CR              | 1               | 0               | -                  | -                  | -                  | -           | -           | -           | 5      | 1      |        |
| Totale carriera | Totale carriera | Totale carriera | 78         | 4          |                 | 3               | 0               |                    | 0                  | 0                  |             | 0           | 0           | 81     | 4      |        |

## Palmarès

### Club

#### Competizioni internazionali
- UEFA Europa League: 1

Siviglia: 2022-2023